# Divotvorný klobouk (film)
Divotvorný klobouk je česká hudební komedie, natočená v roce 1952 režisérem  Alfrédem Radokem na motivy stejnojmenné divadelní hry Václava Klimenta Klicpery. 

## Tvůrci
- Námět:  Václav Kliment Klicpera
- Scénář:  Alfréd Radok
- Kamera: Josef Střecha
- Režie: Alfréd Radok
- Hudba: Jiří Sternwald
- Další údaje: černobílý, 70 minut, komedie
- Výroba: Studio uměleckého filmu
- Premiéra:3. 7. 1953

## Postavy
| Saša Rašilov       | kupec Koliáš                         |
| Josef Kemr         | František Strnad, malíř              |
| Zdeněk Dítě        | Tomáš Křepelka, student              |
| Theodor Pištěk     | Barnabáš, šenkýř                     |
| Alena Kreuzmannová | Bětulinka                            |
| Rudolf Pellar      | Pohořalský, písničkář                |
| František Kovářík  | Václav, krámský                      |
| Jaromír Pleskot    | Zvonek                               |
| Eman Fiala         | muzikus                              |
| Vladimír Řepa      | pan notář                            |
| Soňa Červená       | zpěvačka                             |
| Václav Trégl       | hostinský                            |
| Terezie Brzková    | stařenka                             |
| Stanislav Remunda  | student                              |
| Josef Hlinomaz     | Příhoda                              |
| Vladimír Bejval    | žáček                                |
| Milan Mach         | student                              |
| František Černý    | purkmistr                            |
| František Šlégr    | Herr Knap                            |
| Jiří Novotný       | František, učedník v krámě u Koliáše |

## Děj
Student Tomáš Křepelka a malíř František Strnad jsou za své nepřístojnosti zatčeni.  Student zpíval posměšnou písničku na panstvo a Strnad namaloval zesměšňující obraz pana purkmistra.  Za svá provinění  jsou vypovězeni z města Prahy.
Současně na jiném místě probíhá u notáře vypořádání dědictví.  K notáři dorazí také hlavní dědic kupec Koliáš. Stává se opatrovníkem sirotčího jmění Bětušky Koliášové, kterou má vyplatit v den jejího sňatku částkou 1 000 zlatých. Písař hlásí notáři, že stále chybí dědic Tomáš Křepelka.  Když opožděně dorazí, protože byl u soudu kvůli svému provinění, získá z dědictví třírohý klobouk.
Křepelka je zklamán, protože nutně potřeboval peníze, aby mohl splatit před odjezdem z Prahy své dluhy, včetně dluhu v hostinci.
Ve městě nedaleko Prahy, slečna Bětulinka slyší přijíždět dostavník a hlásí panu Václavovi, že se vrací strýčínek, čímž myslí pana Koliáše.
Pan Václav, který vede Koliášův obchod „U krokodýla“ se ptá pana Koliáše, jak dopadl v Praze s testamentem.  Ten odpoví nerudně, že v Praze „utřel hubu“.
Do krámu přichází pan Pohořálský pro dvacet zlatek za sešitky s českými písničkami, které tam nechal dříve na prodej. Koliáš mu nic nedá a říká, že za službu vlasti nesmíme chtít peníze.
Koliáš, aby nemusel Bětulince v budoucnu nic dávat, chce ji poslat do kláštera. Ona nechce.
Mezitím již Křepelka se Strnadem vyrazili pěšky v nečase z Prahy. Na poli pomohou hospodáři naložit slámu před deštěm na vůz, ten je pak vezme k sobě na jídlo a nocleh. Oni večer zazpívají písničku o klobouku, který zdědili a který je určitě divotvorný. 
Druhý den se vydají na další cestu. Potkají kupce, kteří jedou do blízkého města na trh se zbožím. Ti je vezmou s sebou na svém povoze. Ve městě se koná také pouť a je zde plno komediantů, kolotočů a houpaček.
Zrovna v tomto městě bydlí kupec Koliáš. Na tržišti narazí oba příchozí náhodou na Bětulinku.
Ubytují se v hostinci „U Zlatého telete“, ale nemají na zaplacení jídla a noclehu. Krčmář Barnabáš je tedy nechá štípat dříví a uklízet stáje a dluh jim za to smaže.
Strnada napadne, že by mohli klobouk draze prodat Koliášovi, o kterém je známo, že je stejně lakomý, jako je hloupý.
Strnad, Pohořalský, Barnabáš a šenkýřka se domlouvají, jak to udělat, aby jim Koliáš uvěřil. Pro Křepelku chtějí vymyslet nějakou šlechtickou nemoc.
Učedník František přiběhne s panem Václavem za Koliášem, který právě snídá a hlásí mu, že dole v krámě je muž, kterého pověřil pan kníže, aby osobně Koliáše vyhledal. Koliáš se ve zmatku začne strojit, ale to již onen muž (ve skutečnosti Strnad) vstoupí do místnosti. Říká, že jej sám nejmilostivější kníže pověřil, aby pro příklad všem v zemi  vyhotovil portrét pana Koliáše,  který ze zdejšího malicherného krámařství vytvořil vážený obchod.
Při malování sdělí Strnad Koliášovi, že bydlí u Zlatého telete s jistým Španělem. Ten má prý panský klobouk, který když si nasadí, všichni mu slouží a dostane všechno bez placení, zadarmo.
Malíř požádá Koliáše, aby vyslal služku (ukazuje na Bětulinku) pro víno ke Zlatému teleti. Bětulinka se ve sklípku u Barnabáše dozví od Křepelky celý plán a také, že má dostat po svých vdavkách peníze z dědictví.
Bětulinka se vrací ke Koliášovi s vínem a hlásí domluveně, že Španělovi se přitížilo a chce hovořit se Strnadem o koupi klobouku. Toho se chytí Koliáš, ale Strnad říká, že klobouk může koupit jen on, nikdo jiný. Odejde a nechá na stole tři zlatky „pro služku“.
Koliáš se rychle ustrojí a běží ke Zlatému teleti. Tam sedí v lokále a hoduje Španěl (ve skutečnosti Křepelka). Koliáš se představí. To již dorazí také Strnad. S krčmářem Barnabášem pak před Koliášem sehrají se Španělem scénku, kdy mu krčmář vystaví účet, on si ale nasadí svůj třírohý klobouk a Krčmář hned hlásí, že pán mu není vlastně nic dlužen. Koliáš se chytí, prohlíží klobouk a uvěří, že to funguje.
Další den se sejde Strnad s Koliášem u něj doma. Strnad říká, že Španěl si nechal povolat hudbu a již brzy se chystá tento svět opustit a nabízí Strnadovi klobouk za 2 000 zlatých. Strnad chce, aby mu Koliáš tyto peníze půjčil. 
Koliáš řekne, že si sám musí vypůjčit,  ale běží ke Zlatému teleti. Tam hraje smuteční hudba, všude samé květiny a na smrtelné posteli leží Španěl, ale říká, že ještě žije. Španěl řekne Koliášovi, že jej Strnad opustil, že se chtěl jen obohatit a hrát si na pána, takže klobouk teď rád prodá Koliášovi.
Venku již celé město ví, že Koliáš se napálil. Když vyjde ven v klobouku, lidé se smějí a volají „Ať žije Koliáš!“. Venku čekají také kupci, kterým Koliáš dluží za jejich dodávky a dožadují se úhrady. Po obědě chce po Koliášovi krčmář Barnabáš zaplatit 2,40 zlatky a on pochopí, že klobouk nefunguje a on byl napálen.
Všichni se mu smějí a dlužníci jej dále nahánějí.  Když přijde do svého bytu, nalezne tam svůj obraz od Strnada, kde je zobrazen posměšně jako krokodýl.
Strnad, Křepelka a jeho milá Bětulinka již mezitím odjíždějí natrvalo z města v kočáře. Strnad jim po cestě namaluje portrét, kde jsou spolu zobrazeni v obrysu srdce jako snoubenci.  Křepelka říká: „Inu, byl jednou jeden klobouk, Bětulinko, a ten klobouk byl...“ „Divotvorný“, dodává Bětulinka a políbí Křepelku.